# Савёловский район
Савёловский райо́н — район в Москве, расположенный в Северном административном округе. Району соответствует внутригородское муниципальное образование муниципальный округ Савёловский. Вдоль южной границы района проходит участок Третьего транспортного кольца Москвы.
Название район получил от Савёловского вокзала (который, однако, находится на территории соседнего Бутырского района), а тот в свою очередь получил название от дворцового села Савёлово (сейчас является частью города Кимры Тверской области).

## Территория
Район находится на стыке Северного, Центрального и Северо-восточного административных округов Москвы.
Граница Савёловского района проходит по улицам Нижняя Масловка, Верхняя Масловка, улице 8 Марта, западной и северной границам автобусной станции «8 Марта» полосе отвода Рижского направления Московской железной дороги, Бутырской улице, эстакаде на Новослободскую улицу до улицы Нижняя Масловка.

## Население
| 2002    | 2010    | 2012    | 2013    | 2014    | 2015    | 2016    |
| ------- | ------- | ------- | ------- | ------- | ------- | ------- |
| 57 814  | ↗57 998 | ↗58 623 | ↗58 714 | ↗58 949 | ↗59 004 | ↗59 327 |
| 2017    | 2018    | 2019    | 2020    | 2021    | 2023    | 2024    |
| ↘59 106 | ↗59 184 | ↗59 287 | ↗59 586 | ↗59 636 | ↗60 070 | ↗60 149 |

Численность населения в районе по состоянию на 1 января 2012 года составляет (по данным управы) 58 100 человек, в том числе:
| Категория населения           | Возрастные рамки    | Численность: | Численность: |
| Категория населения           | Возрастные рамки    | абсолютная   | в % от общей |
| ----------------------------- | ------------------- | ------------ | ------------ |
| Дошкольники                   | от 0 до 6 лет       | 2 538 чел.   | 4,4          |
| Школьники                     | от 7 до 17 лет      | 3 837 чел.   | 6,6          |
| Лица трудоспособного возраста | от 18 до 60 лет     | 30 990 чел.  | 53,3         |
| Лица пенсионного возраста     | от 61 года и старше | 20 357 чел.  | 35,0         |

### Национальный состав
По итогам переписи населения 2020 года проживали следующие национальности (национальности менее 0,1 % и другое, см. в сноске к строке «Другие»):
| Национальность | Численность, чел. | Доля     |
| -------------- | ----------------- | -------- |
| Русские        | 48 569            | 81,44 %  |
| Армяне         | 371               | 0,62 %   |
| Узбеки         | 342               | 0,57 %   |
| Татары         | 296               | 0,50 %   |
| Украинцы       | 240               | 0,40 %   |
| Грузины        | 221               | 0,37 %   |
| Азербайджанцы  | 124               | 0,21 %   |
| Евреи          | 101               | 0,17 %   |
| Таджики        | 87                | 0,15 %   |
| Другие         | 9285              | 15,57 %  |
| Итого          | 59 636            | 100,00 % |

## Герб
Утверждён решением Муниципального собрания 18.11.04 № 10/6
Геральдическое описание герба:

В щите московской формы стропило, сопровождаемое: сверху справа в красном поле композицией из половинок шестерни справа и колеса слева, с наложенным гаечным ключом в столб; сверху слева в красном поле четырьмя перекрещенными колосьями; снизу в голубом поле кошелём с весами над ним. Все фигуры серебряные.

Серебряное стропило символизирует Савёловский вокзал. Композиция, состоящая из половинок шестерни, колеса и гаечного ключа, как символ транспорта и промышленности, напоминает о первом в Москве внутригородском паровозике — «паровичке», а также о проживании на территории муниципального образования в XVII веке посадских людей, ремесленников и торговцев. Четыре перекрещенных колоса символизируют основанный в 1823 году обществом сельского хозяйства Бутырский хутор. Кошель, сопровождаемый весами, символизирует торговое прошлое посадских людей.
Флаг района повторяет герб, с некоторым изменением пропорций.

## Администрация
Адрес управы: 127083, Петровско-Разумовский проезд, дом 5.
Глава управы — Овчинников Игорь Александрович (с июня 2022).

## История

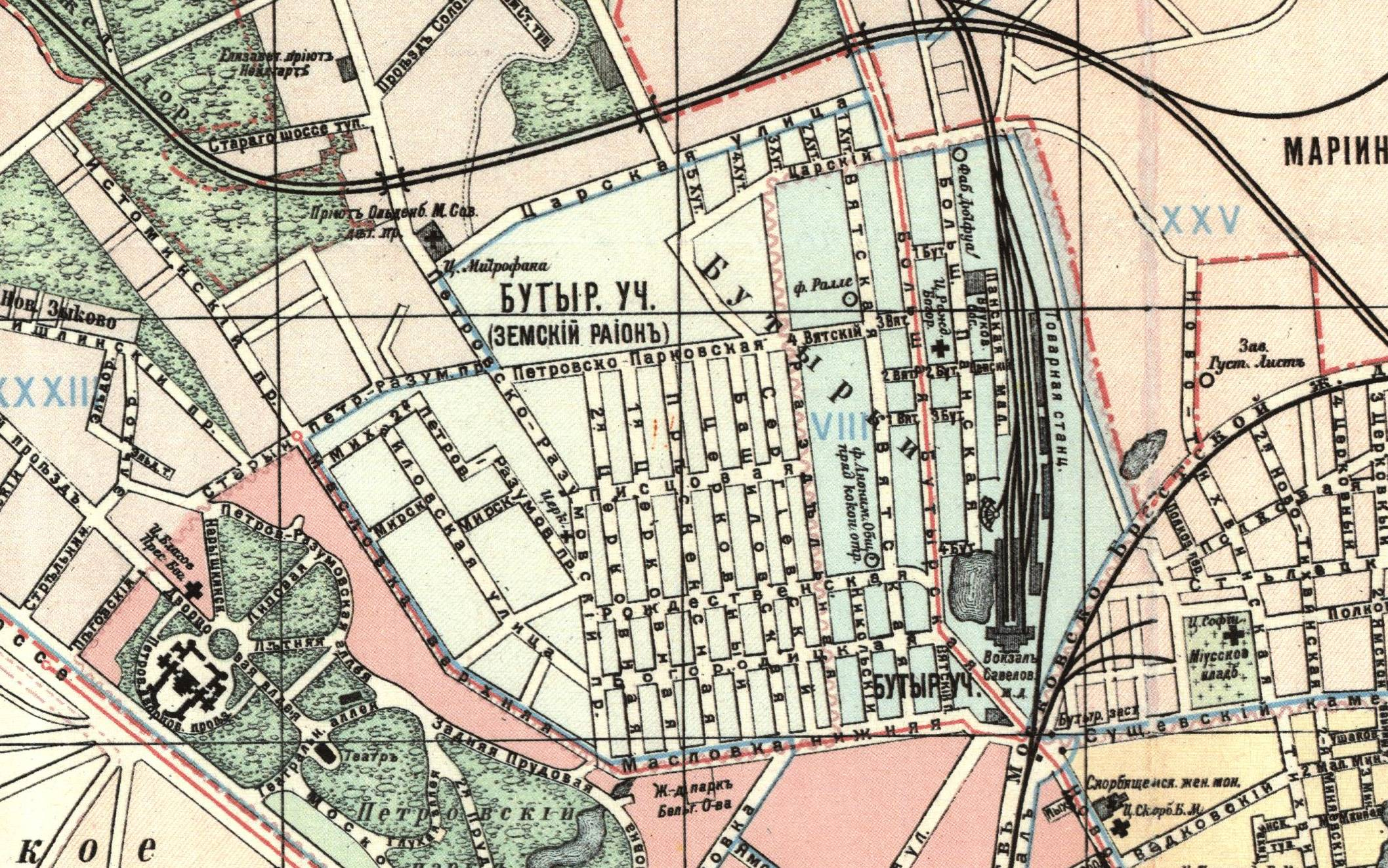
Территория Савёловского района на карте Москвы 1917 года

История Савёловского и Бутырского районов во многом является общей — в современный Савёловский район вошла западная часть Бутырок. Это находит своё отражение в топонимах, например Савёловский вокзал находится на территории района Бутырский, а Бутырский рынок на территории района Савёловский.

Село Бутырки (в старину «бутырками» назывались мелкие селения, отделённые от крупных полем или лесом) лежало на древней дороге из Москвы в Дмитров, в настоящее время это Бутырская улица и Дмитровское шоссе.
В XVI веке Бутырками владел боярин Никита Романович Захарьин, дед первого царя из рода Романовых, Михаила Романова. В 1623 году они перешли к его сыну боярину И. Н. Романову и назывались деревней Бутыркиной, в которой было только два крестьянских двора.
К 1647 году деревня разрослась. Здесь была построена деревянная церковь Рождества Богородицы (сейчас Бутырская улица, 56), и деревня стала называться «село Рождествено на Дмитровской дороге»

«да в селе (было) пашенных крестьян 12 дворов, людей в них 31 человек, промышленных работных и бобыльских дворов 67, людей в них 120 человек».

То есть уже в XVII веке здесь было 80 процентов ремесленников.
В 1667 г. «село Бутыркино отдано под селидьбу солдатам Матвеева полка Кравкова» (стрельцам). Тут же были поселены пленные поляки и литовцы. В конце XVII века здесь размещался Бутырский полк под командованием любимца Петра I генерала Гордона.
Полк был переведён в Смоленск, и в 1767 г. военное ведомство передало слободу в ведение полиции. В это время в слободе находилось уже 262 двора военнослужащих, солдатских жен и вдов и 94 двора «разночинческих», в том числе «купецких, господских людей и крестьян разных вотчин, дошедших к ним от военно-служащих безо всяких крепостей, по одним только поступным письмам». Полиция не хотела было брать слободу в своё ведение, но Сенат обязал включить её в состав города, причислив к 5-й (Сущевской) части, разбив на два квартала и поставив будки, в «которые посылать на караул с дворов обывательских». Таким образом, слобода стала частью города.
В 1742 г. Бутырская слобода была отделена от города Камер-Коллежским валом, на котором появилась Миусская (Бутырская) застава. Но даже в середине XIX в. между Бутырской заставой и Ново-Дмитровской (Новослободской) слободой находились огромные, почти незастроенные участки земли.
В 1808 г. в слободе было всего 807 га земли. Все земли принадлежали храму Рождества Пресвятой Богородицы. В слободе стояло 134 дома. Из прудов села вытекала река Неглинная.
В 1823 году за Бутырской слободой Обществом сельского хозяйства был построен Бутырский хутор для проведения сельскохозяйственных опытов.
В 1843 году московский купец Ралле, будучи одновременно французским подданным, основал парфюмерную фабрику, ныне именуемую объединением «Свобода».
Бутырская улица особенно оживилась после открытия в 1865 году севернее Бутырок Петровской земледельческой и лесной академии, между академией и Бутырками появилось много дач московских жителей.
В истории района заметное место занимает история городского транспорта столицы. В 1886 г. по Бутырской улице от Бутырской заставы до академии стал ходить «паровичок» — маленький паровоз с пятью-шестью вагончиками трамвайного типа. В первые годы перед паровичком скакал на лошади мальчишка-форейтор, трубивший в рожок (мозаичное изображение на эту тему можно найти на путевых стенах станции метро «Савёловская»). В 1914 году кондуктором на этом маршруте работал писатель Константин Паустовский.
В 1880-х годах между Бутырками и Бутырским хутором в конце Бутырской улицы прошла соединительная железнодорожная ветка между Николаевской (Октябрьской) и Александровской (Белорусской) железной дорогами. Ветка специально предназначалась для передачи царских поездов с одной дороги на другую, почему и называлась Царской.
В 1897—1899 годах параллельно Бутырской улице была проложена Савёловская железная дорога к Верхней Волге, а в 1902 в начале улицы появился Савёловский вокзал.
А в 1899 году из депо на Нижней Масловке вышел первый московский электрический трамвай, его маршрут пролегал от современной Пушкинской площади, через Бутырскую заставу, по Масловке в Петровский парк.
В конце XIX века появилось несколько предприятий: парфюмерная фабрика Ралле, прядильная фабрика Анонимного общества, меднолитейный и арматурный завод Дергачёва и Гаврилова, чугунолитейный завод Густава Листа и др.

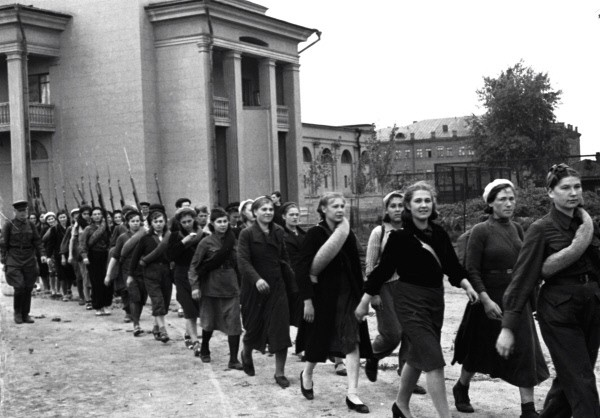
Бойцы всевобуча маршируют возле стадиона «Автомобилист». 1941 год.

В 1922 году паровичок был заменён трамваем. Позже улица была освобождена и от трамвая (он прошёл по соседней Вятской улице), асфальтирована, и по ней стали ходить троллейбусы.
Территория вошла в Свердловский район Москвы, который тянулся узкой полосой из центра Москвы и включал так же Красную площадь.
В 1965 году в районе Нижней Масловки преобладали частные деревянные дома, во многих дворах держали домашнюю птицу, коров.
В 1966 около вокзала была сооружена трёхуровневая Савёловская эстакада.
31 декабря 1988 года была открыта станция метро «Савёловская», а в 1991 Серпуховско-Тимирязевская линия метро была продолжена, открылась станция «Дмитровская».
В 2001 году была построена транспортная развязка на пересечении улиц Нижняя Масловка и Новая Башиловка, по ним прошло Третье транспортное кольцо.
В 2012 году на территории района орудовал «Савеловский маньяк», получивший такое прозвище в репортажах СМИ. Он совершил пять эпизодов сексуализированного насилия над несовершеннолетними. Им оказался наркозависимый 33-летний Сергей Берсенев, его задержали в июне того же года.

## Парки

### Парк «Автомобилист»
Парк площадью около 2,8 гектаров был основан в 2014 году по адресу: ул. Вятская, д. 41. Территория парка ранее была частью построенного в 1930-е годы стадиона «Автомобилист» (до 1936 года — стадион фабрики «Свобода»; до 1962 года — «Пищевик», по названию игравшей здесь в футбол команды, которая впоследствии переросла в футбольный клуб «Спартак»). Название парка «Автомобилист» было выбрано москвичами в 2015 году в результате голосования на платформе «Активный гражданин». В восточной части парка располагается площадка для выгула собак со снарядами для дрессировки и зона тихого отдыха со скамейками с чугунными перголами. В центральной части разместилась еще одна зона тихого отдыха и небольшой скейт-парк с рампами. В западной части парка находятся детская и воркаут-площадка. Рядом с детской площадкой установлена высокая горка, украшенная изображениями сказочных персонажей. Зимой на стадионе «Автомобилист» также заливают каток, который можно посетить бесплатно.

### Савеловский парк
Парк площадью 1,4 гектара располагается по адресу: Петровско-Разумовский пр-д., вл. 29. В 2016 году парк был благоустроен. Здесь отремонтировали входную группу в виде замковых ворот с флюгерами-петушками на вершине, а также построили пять детских, одну спортивную площадки и две площадки для тихого отдыха. В юго-восточной части парка установлен обелиск Памяти погибших в годы Великой Отечественной войны.

## Улицы района

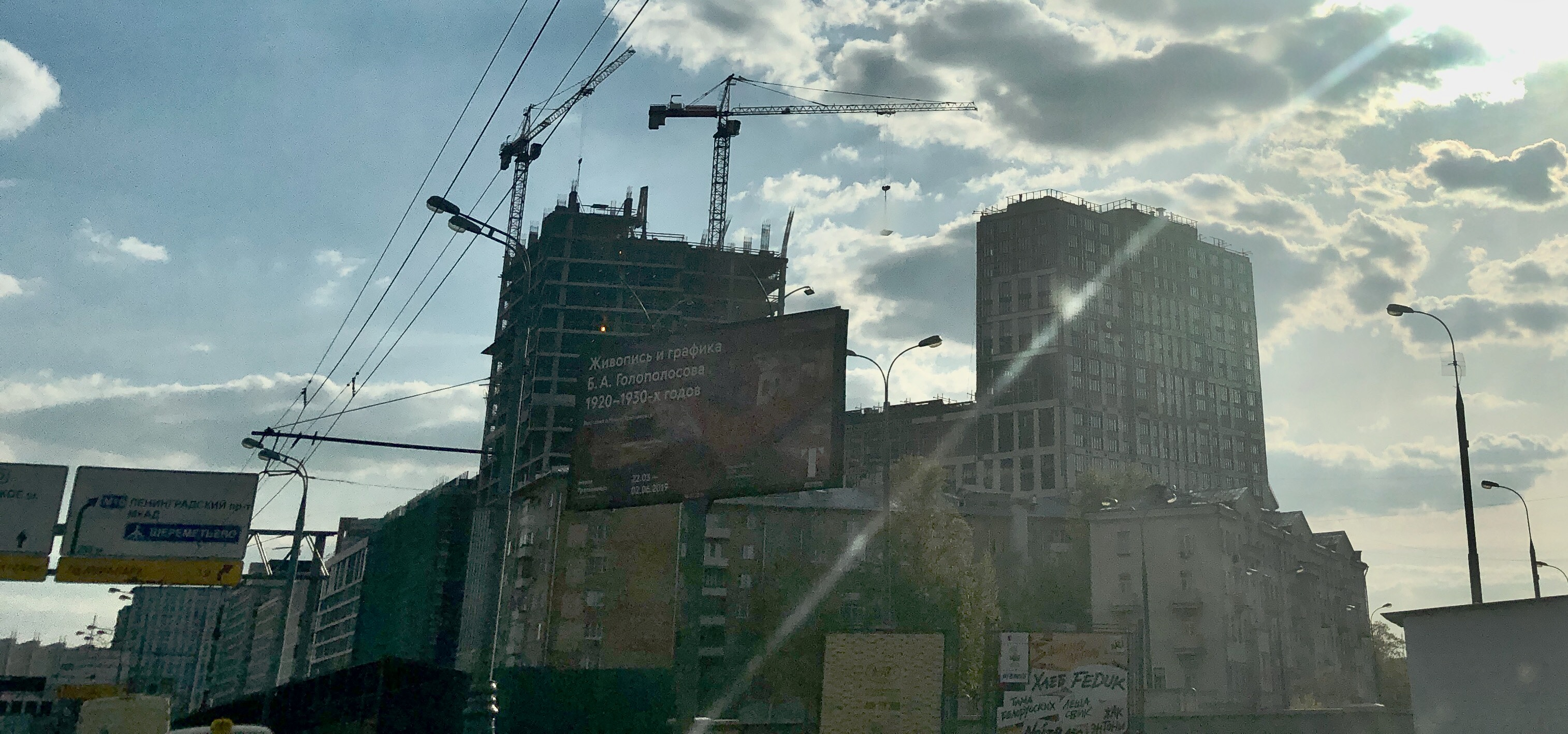
ТТК

- ТТКВерхняя и Нижняя Масловки — до начала XX века без названия. Назывались Бутырским проездом, Коммунистической улицей (1918—1922). Названия произошло по одной версии от находившейся здесь в XVII—XVIII веках пустоши Маслова, по другой версии от имени С. А. Маслова (1793—1879), общественного деятеля, секретаря Московского общества сельского хозяйства, создателя опытного хозяйства на Бутырском хуторе.[25]
- Вятская — название известно с XIX века, вероятно искажённое от Вязкая (грязная, болотистая).
- Башиловская — называлась также Башиловка и Старая Башиловка. Башиловкой называлась местность, принадлежавшая начальнику Кремлёвской экспедиции генералу А. А. Башилову (1777—1847/1848), устроившему здесь, в 30-х гг. XIX века улицы и аллеи, а также театр и зал для пения («воксал») в Петровском парке.
- Полтавская — бывшая Пресненская (по реке Пресня, которая была заключена в коллектор в 1908 году). Получила современное название в 1922 году в честь Полтавской битвы русских войск со шведами в 1709 году. Здесь до 1767 года стоял Бутырский полк, принимавший участие в Полтавской битве.
- Петровско-Разумовский проезд — назван по своему направлению к старинному подмосковному селу Петровско-Разумовское, в название села вошли фамилии богатых вельмож Разумовских и часть имени Высоко-Петровского монастыря, который владел соседними землями. Эту улицу пересекает Старый Петровско-Разумовский проезд.
- 8 Марта — раньше называлась Истоминский проезд (по фамилии одного из домовладельцев). Переименована в 1936 году в честь Международного женского дня.
- Мишина — до 1922 года Михайловская улица. Названа, вероятно, по фамилии одного из домовладельцев.
- 1-я и 2-я Бебеля — бывшие Церковные улицы (по находившейся вблизи церкви). Переименована в 1922 году в честь Августа Бебеля (1840—1913) — одного из основателей и руководителей германской социал-демократической партии и 2-го Интернационала.
- 1-я и 2-я Квесисские — бывшие 1-я и 2-я Богородицкие улицы, Рождественская улицы (по церкви Рождества Богородицы в Бутырках, возведённой в 1647 году). Переименованы в 1924 году в честь Юлиуса Карловича Квесиса (1892—1918), рабочего Военно-артиллерийского завода, члена Бутырского районного комитета коммунистической партии, участника боёв 1917 года на подступах к Кремлю.
- Писцовая — название известно, по крайней мере, с 1901 года. По утверждению старожилов, названа из-за того, что один из жителей пытался завести здесь ферму по выращиванию песцов. Также вероятно, что название улицы произошло от так называемых писцовых церковных земель, которые принадлежали церкви Рождества Богородицы в Бутырской слободе и занимали 807 га.
- 1-я и 2-я Хуторские — бывшие Царские улицы, по проходящей в начале XX века соединительной ветке Октябрьской и Московской железной дороги, которая называлась Царской, так как служила для передачи царских поездов с одной дороги на другую. Переименованы в 1922 году в связи с расположением вблизи бывшего Бутырского хутора Общества сельского хозяйства.
- Юннатов — бывшие Главная (по относительному значению среди соседних) и Николаевская (по домовладельцу) улицы. Переименована в 1956 году, по находящейся здесь Станции юных натуралистов.
- Коленчатый переулок — бывший Соколовский переулок. Переименован в 1924 году как примыкающий к одноимённой улице (сейчас уже несуществующей). Переулок имеет излом — колено.

## Промышленность и экономика
- Фабрика косметических изделий и туалетного мыла «Свобода».Основана в 1843 году. Здание фабрики построено в 1846 году и принадлежало торговому дому «Товарищество Ралле и К», являвшимся поставщиком российского императорского двора. Сейчас к предприятию подходит соединительная железнодорожная ветка от станции «Гражданская» Рижской дороги.
- Швейная фабрика «Вымпел», закрыта. Была создана в 1914 году, когда военно-обмундировальная мастерская при Бутырской пересыльной тюрьме начала изготовление шинелей и мундиров. На выпуск гражданского ассортимента мастерская перешла в 1918 году.
- Бутырский рынок.
- Кинотеатр «Прага».
- Коммерческий банк «Банк БФТ».
- ЗАО Салон музыкальных инструментов «Аккорд».

## Образование

### Профессиональное образование
На территории Савёловского района располагается два высших учебных заведения:
1. Институт иностранных языков Московского городского педагогического университета (ИИЯ МГПУ). Адрес: улица Полтавская, дом 3.
2. Институт психологии, социологии и социальных отношений Московского городского педагогического университета (ИПССО МГПУ). Адрес: Петровско-Разумовский проезд, дом 27.
Также в районе располагаются учреждения среднего профессионального образования:
- Московский промышленно-экономический техникум (Мирской переулок, дом 5, строение 2);
- Савёловское отделение Политехнического колледжа № 8 имени дважды Героя Советского Союза И. Ф. Павлова (Петровско-Разумовский проезд, дом 9).

### Общее образование
Среднее общее образование в Савёловском районе дают 1 центр образования и 5 средних общеобразовательных школ (4 государственных и 1 негосударственная), а также православная гимназия:
- Центр образования № 1601 (средняя и старшая школа, основное здание — улица Нижняя Масловка, дом 16; третий корпус расположен на улице Верхняя Масловка, дом 26; ещё один корпус построен в 2021 году, находится по адресу улица 8-го марта, дом 4; здание начальной школы — Вятская улица, дом 29; здание детского сада — улица Верхняя Масловка, дом 22);
- Средняя образовательная школа № 694 (2-я Хутороская улица, дом 15/17);
- Средняя образовательная школа № 1164 (Писцовая улица, дом 7а); корпус начальной школы расположен напротив (Писцовая улица, дом 14а), до этого являлся отдельной школьной с номером 211.
- Средняя образовательная школа «Петровская школа» (улица Юннатов, дом 1);
- Гимназия «Свет» (православная) (улица 8 Марта, дом 6г).

На начало 2012 года в государственных школах района обучалось 3 773 ребёнка.

## СМИ
Местные СМИ: газета «Савёловский посад», студия кабельного телевидения «СКАТ».

## Архитектурные памятники

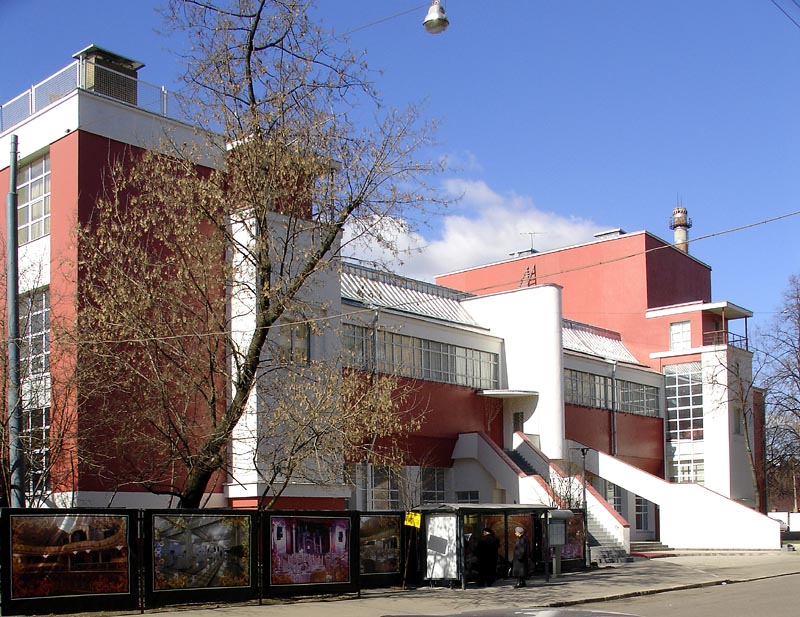
Клуб фабрики «Свобода» на Вятской улице

- Храм Митрофана Воронежского на Хуторской — заложен в 1892 году при детских приютах на средства видного благотворителя Митрофана Семёновича Грачёва (архитектор — Г. А. Кайзер). Митрофан Воронежский — святитель петровского времени, пользовался большим уважением у царя и любовью в народе, признан покровителем русского флота. Храм освящён в 1895 году, а в 1933 году закрыт, пятиглавие и колокольня разрушены, как и здания приютов. В феврале 1990 года богослужения возобновились. Главная святыня храма — чудотворная икона Митрофана Воронежского. Вторая Хуторская ул., д. 40.
- Клуб фабрики «Свобода» (Дом культуры им. М. Горького) — архитектурный памятник в стиле конструктивизм[26], возведён архитектором К. С. Мельниковым а 1927—1929 годах. Вятская, 41А.
- Комплекс жилых домов по Писцовой улице (№ 16 разных корпусов и строений) считается[27] одним из ценных конструктивистских жилых комплексов 1920-30-х годов, архитектор Освальд Стапран, 1930 год.

## Транспорт
На границе района находятся станции метро «Савёловская» и «Дмитровская», недалеко находится станция «Динамо».
Автобусные маршруты: м32, м40, 72, 82, 319, 382, 384, 427, т29, т42, 447, т78, 379.